# Nissan Murano
Nissan Murano – średniej wielkości SUV crossover. Zaprojektowany został w Nissan Design America, Kalifornia. Produkowany od 2003 roku, w czterech generacjach. Model jest klasycznym połączeniem samochodu terenowego oraz luksusowej limuzyny. Zbudowano go głównie z myślą o rynku północnoamerykańskim, gdzie trafił na początek (w Europie debiutował w 2004 roku). Nazwa Murano pochodzi od nazwy małej wyspy leżącej niedaleko włoskiej Wenecji, która słynie z wyrobu szkła. Model wielokrotnie nagradzany, między innymi w plebiscytach North American Truck of the Year oraz AutoPacific (rok 2003). Obecnie w sprzedaży znajduje się czwarta generacja Murano.

## Pierwsza generacja (Z50, 2003-2007)
Pierwsza generacja Murano oparta była na płycie podłogowej Nissan FF-L. Sprzedawany był od czerwca 2002 roku w Ameryce Północnej, a w Europie jego premiera miała miejsce na targach motoryzacyjnych w Genewie w 2004 roku. W  europejskich salonach pojawił się wiosną 2005 roku i był dostępny tylko w jednej wersji wyposażeniowej.
Murano na rynku amerykańskim oferowany był w dwóch wersjach, z napędem na przednią oś i z napędem na wszystkie koła. W Europie dostępny był tylko drugi wariant. 
Wnętrze starano się zaprojektować tak, by było jednocześnie wygodne i funkcjonalne. Wyposażenie jest stosunkowo bogate, jego lista zawiera takie elementy jak klimatyzację, skórzaną tapicerkę czy system audio z siedmioma głośnikami. Auto posiada 6 poduszek powietrznych, ABS oraz ESP.

## Druga generacja (Z51 2009-2014)
Druga generacja pojawiła się na rynku w 2008 roku. Auto również zaprojektowane było głównie z myślą o rynku amerykańskim. Japoński SUV zbudowany został na wspólnej płycie podłogowej - „Nissan D”, którą spotkać możemy w konstrukcjach takich aut jak: Nissan Maxima, Renault Laguna III oraz Renault Latitute. Na rynkach europejskich samochód pojawił się w jesieni 2008 roku. Na rok modelowy 2011, na rynku amerykańskim Murano zostało zaprezentowane ze zmodernizowanymi światłami przednimi i tylnymi. Samochód oferowany jest w następujących wersjach wyposażenia: Murano S FWD, Murano S AWD, Murano SV FWD, Murano SV AWD, Murano SL FWD, Murano SL AWD, Murano LE FWD and Murano LE AWD. Na rynku kanadyjskim sprzedawane były tylko wersje AWD. W latach modelowych 2011-2014 na rynku amerykańskim była dostępna wersja CrossCabriolet.

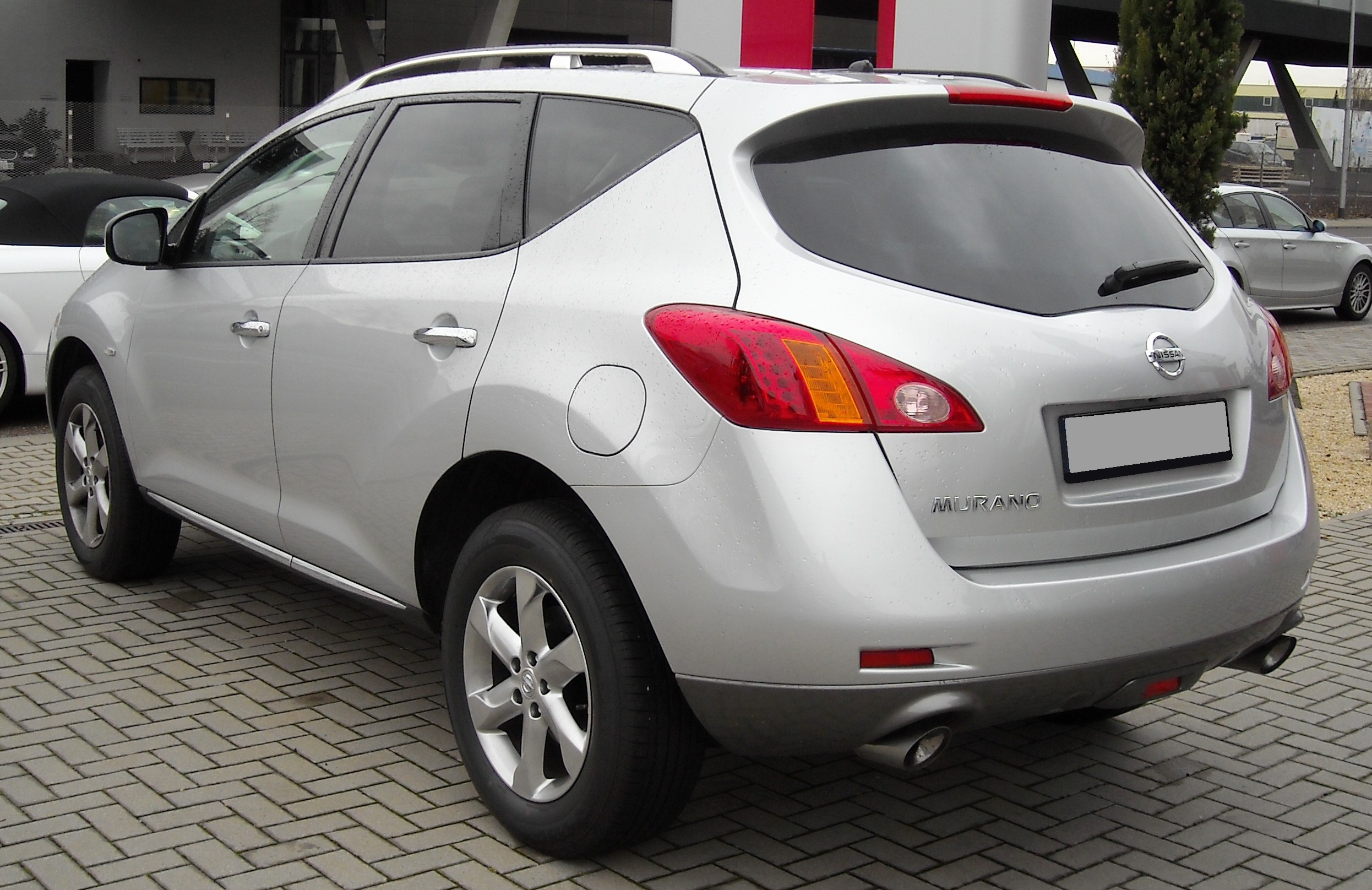
Nissan Murano II – tył

### Silniki
Do września 2010 roku na rynku polskim Nissan Murano oferowany był tylko z jednym silnikiem – 3,5 litrową jednostką benzynową generującą moc 234 (od 2008 roku 265) KM przy 6000 obrotach, jej maksymalny moment obrotowy wynosi 318 Nm przy 3600 obrotów. Silnik współpracuje z bezstopniową skrzynią biegów CVT.
We wrześniu 2010 roku pojawił się 2,5 litrowy diesel (oznaczenie dCi), znany z modeli Navara i Pathfinder, generujący 190 KM, a jego maksymalny moment obrotowy wynosi 450 Nm przy 2000 obrotach na minutę. Silnik współpracuje z 6-biegową automatyczną skrzynią biegów. W układzie wydechowym pojawił się nowy element – filtr cząstek stałych (DPF), dzięki któremu Murano spełnia wymagania normy EURO 5.

## Trzecia generacja (Z52, 2015-2024)
W kwietniu 2014 na salonie w Nowym Jorku zadebiutowało Murano trzeciej generacji. Samochód zerwał z dotychczasową stylizacją, wyglądem nawiązuje do innych pokazanych niewiele wcześniej pojazdów Nissana, jak Altima, Sentra, Maxima, Qashqai II czyli X-Trail. Duży nacisk położono na obniżenie zużycie paliwa (ok. 20%), stąd duże dopracowanie aerodynamiczne samochodu i znaczne obniżenie masy (auto waży 59 kg mniej niż II generacja). W amerykańskich salonach samochodowych pojawił się w grudniu 2014 roku. Nissan Murano oferowany jest z silnikiem benzynowym V6 3,5 litra o mocy 260 KM.
Samochód oferowany jest w następujących wersjach wyposażenia: S, SV, SL oraz Platinum.
Dodatkowe, opcjonalne pakiety wyposażenia:
- Moonroof Package (SL)
- Technology Package (S, SL, Platinum)
- Navigation Package (S)
- Premium Package (SV)

W roku kalendarzowym 2018 w Stanach Zjednoczonych sprzedano 83 547 egzemplarzy Murano.

### Wersja hybrydowa
W roku modelowym 2016, dodatkowo była dostępna wersja hybrydowa z silnikiem benzynowym QR25DER o pojemności 2,5 litra i mocy 230 KM oraz silnikiem elektrycznym o mocy 15 KW. Oznaczenia tej wersji hybrydowej: SL HEV FWD, Platinum HEV FWD, SL HEV AWD, Platinum HEV AWD.

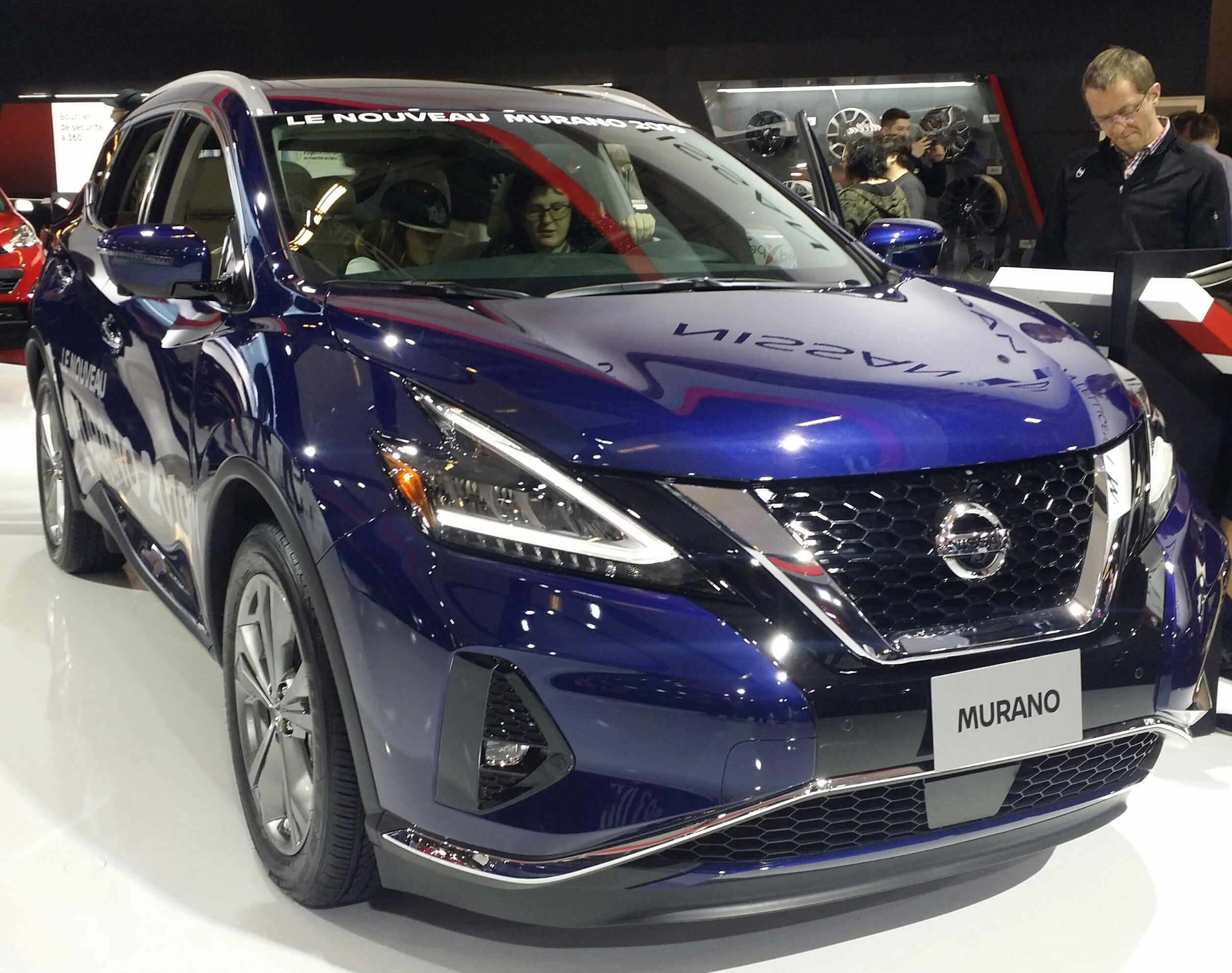
2019 Nissan Murano Platinum AWD

### Modernizacja
W listopadzie 2018 roku, na targach samochodowych Los Angeles Auto Show, zaprezentowano zmodernizowany samochód sprzedawany na rok modelowy 2019, przeszedł on delikatną modernizację nadwozia. Zmieniono przedni grill, przednie i tylne światła, LED-owe światła przeciwmgielne, felgi oraz wprowadzono nowe kolory nadwozia i wykończenia wnętrza. Dodatkowo standardem wyposażenia stał się pakiet Nissan Safety Shield 360, obejmujący autonomiczny system hamowania awaryjnego, system ostrzegania o niezamierzonej zmianie pasa ruchu, system monitorujący zachowanie kierowcy oraz system rozpoznawania pieszych, a także kilka innych układów wspomagających kierowcę.
Samochód jest produkowany w fabryce Nissana w miejscowości Canton w stanie Mississippi, w Dalian w Chinach oraz w Petersburgu w Rosji.
Nissan Murano trzeciej generacji jest obecny na rynku polskim tylko dzięki prywatnemu importowi.

## Czwarta generacja (Z53, 2024-obecnie)
Czwarta generacja pojawiła się na rynku pod koniec 2024 roku. 

## Przyznane nagrody i wyróżnienia
- 2003 Nominacja do nagrody North American Truck of the Year.
- 2007 Motorist Choice najlepszy średniej wielkości SUV klasy premium w rankingu Vehicle Satisfaction Award (VSA) według firmy AutoPacific.
- 2010 Murano otrzymał najwyższą ocenę w testach zderzeniowych przeprowadzanych przez Insurance Institute for Highway Safety (IIHS).
- 2010 Murano otrzymał pięć gwiazdek w testach bocznego zderzenia przeprowadzanych przez amerykańską agencję rządową NHTSA.
- 2015 Ward's 10 Best Interiors Winner[9].
- 2019 Best in Class VSA najlepszy średniej wielkości SUV klasy premium w rankingu Vehicle Satisfaction Award (VSA) według firmy AutoPacific[10].